# Hjalmart Andersen
 (Stubbekøbing, 11 ottobre 1889 – Aarhus, 23 gennaio 1974) è stato un ginnasta danese, vincitore della medaglia di bronzo nel Concorso libero a squadre a Stoccolma 1912.

## Palmarès

### Giochi olimpici
- 1 medaglia:
  - 1 bronzo (Concorso libero a squadre a Stoccolma 1912)